# Abacar I de Canem
Abacar I (m. 1382) foi maí (rei) do Império de Canem da dinastia sefaua e governou em 1381–1382. Abacar era filho de Daúde I (r. 1366–1376/1377) e sucedeu o primo Otomão II (r. 1379–1381). Ao assumir, enfrentou a ameaça dos bulalas, que causaram a morte de 3 maís, mas pereceu nos combates contra eles. Ao morrer foi sucedido pelo primo Omar I (r. 1382–1387).